# Himalájai jegenyefenyő
A himalájai jegenyefenyő (Abies pindrow) a fenyőfélék (Pinaceae) családjába tartozó, Magyarországon szórványosan dísznövényként árusított örökzöld.

## Elterjedése, élőhelye
Mint neve is mutatja, a Himalája hegyláncairól származik; egyes alfajainak elterjedési területe elkülönül.

## Megjelenése
Akár 60 m magasra is megnövő, kúpos koronájú fa. Kérge kezdetben sima, szürke, később szürkésbarna és ráncos. Ágai	csupaszok, sárgásbarnák. Sötétzöld, 30–60 mm hosszú tűi lágyak, vékonyak, lazán állnak, hegyesek vagy két csúcsúak, fölül sűrűn állnak. A fonákuk osztott, szürkészöld, rajta két matt (nem ezüstös) sáv húzódik végig, sávonként 5-6 sor gázcserenyílással. Hengeres toboza 10–14 cm hosszú, fiatalon sötétbíbor színű; fedőpikkelyei zártak.

## Életmódja
A Himalája nyugati vonulatain honos, és ott nagyjából az 1000–2000 m közötti magasságtartományban él. Ebben a dús növényzetű, szubtrópusi övben egyebek közt a himalájai cédrussal (Cedrus deodara) alkot erdőket.

## Alfajai
A nyugat-himalájai jegenyefenyő (Abies pindrow var. brevifolia (D.Don) Royle) szabályos, keskeny-kúpos koronájú, impozáns méretűvé növő fa: kifejletten a törzsváltozathoz hasonlóan elérheti a 60 méter magasságot – úgy, hogy koronájának átmérője 2,5 méteren belül marad. Kérge a fiatal ágakon sima és szürke, az idősebbeken vastag, szürkésbarna és repedezett. Hajtásai szép vörösbarnák. Tűi az alapfajénál rövidebbek (2,5–3,5 cm), erősek, merevebbek, a fonákuk intenzíven ezüstös.